# Rosciano

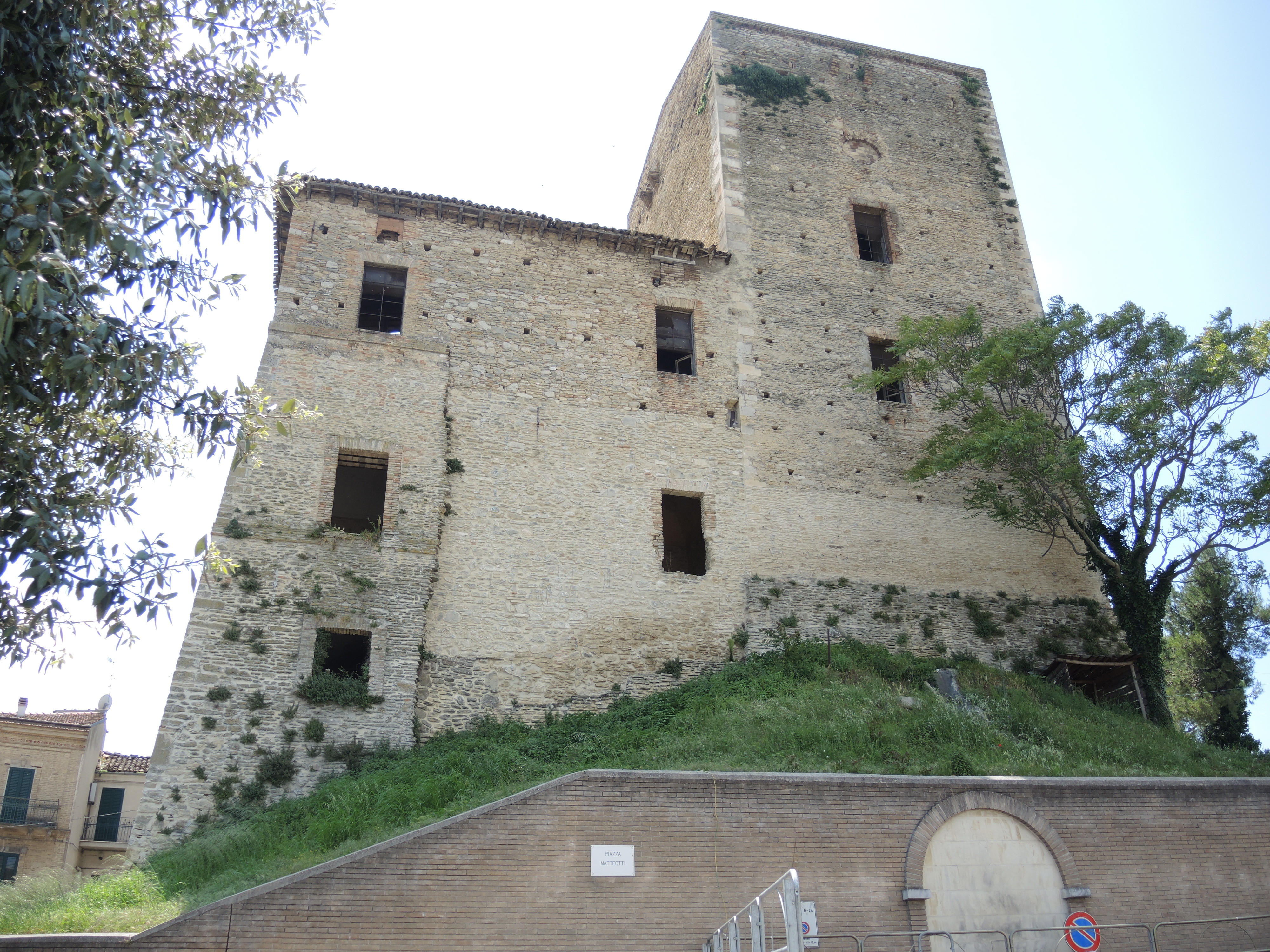
Palazzo De Felice

Rosciano ist eine italienische Gemeinde mit 4047 Einwohnern in der Provinz Pescara in der Region Abruzzen und gehört zum Landesverband Città del Vino d’Italia (Weinstädte Italiens).

## Geografie
Die Gemeinde in der Nähe von Nocciano und Cepagatti erstreckt sich über ca. 27 km².
Zu den Ortsteilen (Fraktionen) zählen Villa Oliveti, Villa San Giovanni, Villa Badessa, Piano Fara und Piano del Ciero.
Die Nachbargemeinden sind: Alanno, Cepagatti, Chieti, Manoppello, Nocciano und Pianella.

## Geschichte
Die Gegend ist seit der Jungsteinzeit besiedelt, man fand Artefakte aus dieser Zeit. In der römischen Zeit wurde hier eine Siedlung errichtet. Bei Ausgrabungen stieß man auf verschiedene Objekte wie Sarkophage, Möbel und Waffen.

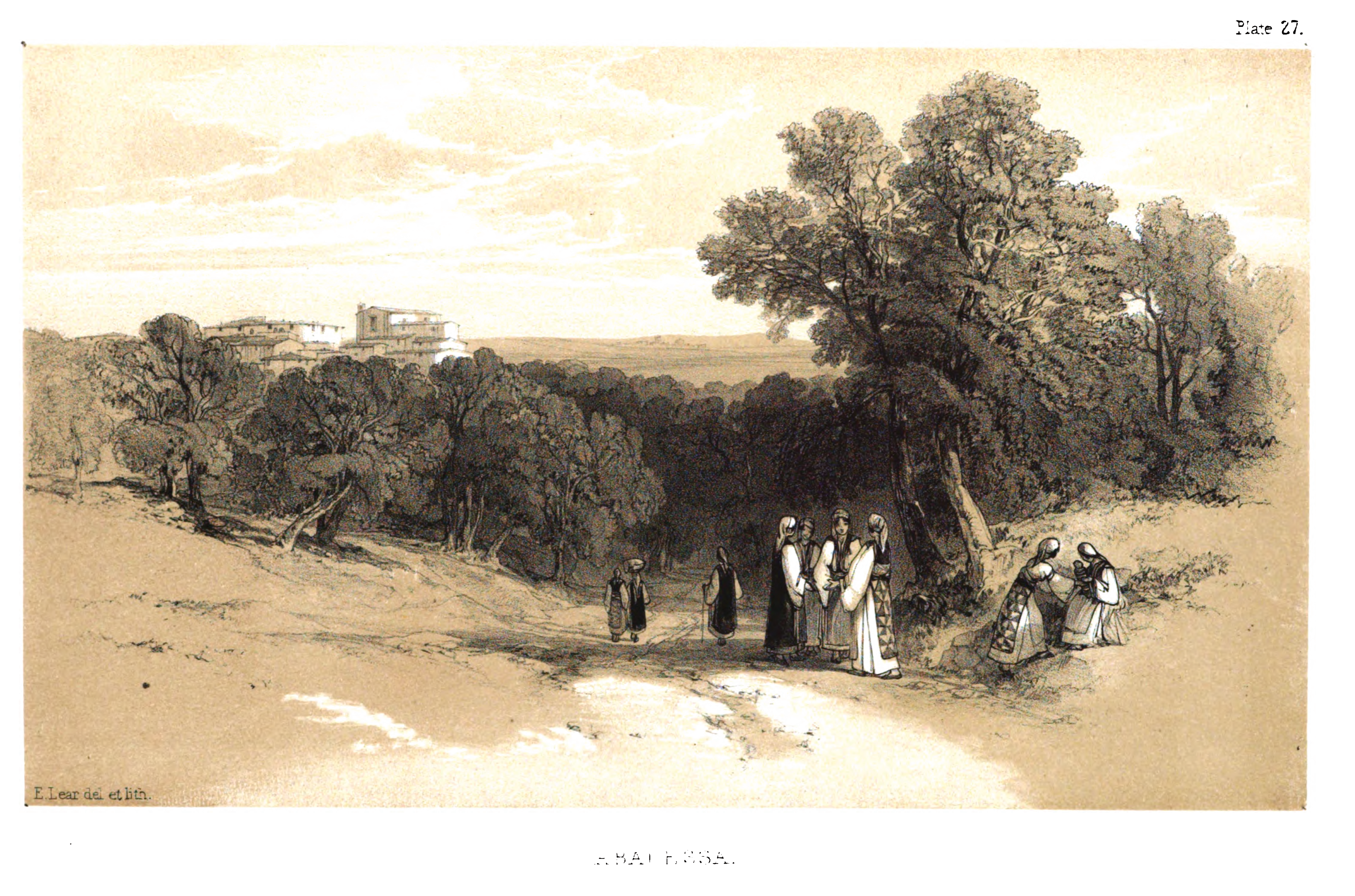
Villa Badessa, Lithografie von Edward Lear, 1846

Im 18. Jahrhundert wanderten Albaner hauptsächlich aus dem Ort Piqeras in Südalbanien ein. Diese Arbëresh siedeln in Rosciano in der Fraktion Villa Badessa. Bis zu Anfang des 20. Jahrhunderts hatte der Ort im Wesentlichen seine Identität als ethnische Insel fast intakt erhalten. Durch Mischehen mit „Lateinern“ (Italiener), Verbreitung von Massenmedien und die zunehmende Mobilität innerhalb Italiens geriet das Erbe der albanischen Sprache in den Familien in Vergessenheit. In der Schule und von Institutionen und Behörden wurde die Sprache ausgeschlossen, wodurch sie heute praktisch verschwunden ist, obwohl der offizielle „Tod“  nicht verordnet werden kann.
Kirchlich gehören sie zur Eparchie Lungro der Italo-albanischen Kirche mit byzantinischem Ritus.

## Weinbau
In der Gemeinde werden Reben der Sorte Montepulciano für den DOC-Wein Montepulciano d’Abruzzo angebaut. In Rosciano wird auch viel Olivenöl produziert.